# Gregorio XIII
Gregorio XIII (en latín: Gregorius XIII), de nombre secular Ugo Buoncompagni (Bolonia, 7 de enero de 1502-Roma, 10 de abril de 1585), fue el papa 226.º de la Iglesia católica. Gobernó de 1572 a 1585.

## Orígenes y formación
Nacido Ugo Buoncompagni, estudió jurisprudencia en la universidad de Bolonia y tras doctorarse en derecho canónico y civil en 1530, desde 1531 ejerció como profesor contándose entre sus alumnos figuras de la importancia de Carlos Borromeo, Alejandro Farnesio y Reginald Pole.

## Carrera eclesiástica
En 1539, fue reclamado en Roma por el cardenal Parisio, tras lo cual actuó para el papa Paulo III como juez de la capital, abreviador papal y refrendador del Tribunal Supremo de la Signatura Apostólica hasta que, en 1546 fue enviado como auditor al Concilio de Trento. Mientras estuvo en Bolonia tuvo un hijo ilegítimo, llamado Giacomo Boncompagni, con una mujer soltera.
A su regreso a Roma ocupó varios cargos en la Curia Romana bajo Julio III, quien también lo nombró legado apostólico en la Campania en 1555. En 1558, Paulo IV lo nombra obispo de Vieste y en 1561, Pío IV lo envió nuevamente al concilio de Trento donde permanecería hasta su clausura en 1563 en calidad de asesor del legado pontificio, el cardenal Simonetta.
Tras su regreso a Roma fue nombrado, el 12 de marzo de 1565, cardenal presbítero de San Sixto y enviado como legado apostólico a España para intervenir en el proceso inquisitorial iniciado al cardenal de Toledo, Bartolomé Carranza. Su estancia en España le permitirá conocer al rey Felipe II y atraerse su simpatía, hecho que será decisivo en su elección como papa.

## Pontificado

### Elección
Tras la muerte de Pío V, el Colegio cardenalicio reunido en cónclave eligió en un solo día al cardenal Buoncompagni como nuevo papa gracias a la influencia que ejerció el rey de España, Felipe II.
Adoptó el nombre de Gregorio XIII como homenaje al gran papa Gregorio Magno, y a pesar de la avanzada edad a la que fue elegido, setenta años, demostrará una inflexible energía y voluntad en la regeneración de la Iglesia, continuando la labor iniciada por su predecesor Pío V.

### Reforma de la Iglesia
Empeñado en la renovación moral de la Iglesia, ya en su primer consistorio comunicó a los cardenales su intención de hacer cumplir estrictamente los cánones aprobados en el Concilio de Trento, mostrándose asimismo inflexible en la obligación de los obispos de residir en sus respectivas sedes.
Incentivó la creación de colegios y seminarios en los que se formaran, cultural y moralmente, los futuros sacerdotes y misioneros. Al frente de estos centros puso a la Compañía de Jesús, que se convirtió en uno de sus principales pilares de su labor reformadora, lo que le supuso a la orden ser favorecida con la concesión de numerosos beneficios, destacando entre ellos el apoyo que el papa prestó al Colegio Romano que había sido fundado por Ignacio de Loyola en 1551 y que, en 1584, se ampliaría y cambiaría su sede y su nombre por el de Pontificia Universidad Gregoriana en honor a su protector el papa.
El colegio Inglés fue fundado el 1 de mayo de 1579 y dotado de un subsidio anual para su funcionamiento.
En 1580 unió al Colegio Aléman fundado durante el pontificado de Julio III con el Collegium Hungaricum (colegio húngaro) fundado dos años antes formando el actual Collegium Germanicum et Hungaricum. En este mismo año se le atribuye la creación de la Universidad Tomística del Reino de la Nueva Granada en el Nuevo Mundo por medio de bula papal, hoy conocida bajo el título de Universidad Santo Tomás.
En estas escuelas se preparaba a numerosos misioneros para los distintos países donde el protestantismo había sido declarado religión del Estado y para la misión en China, India y Japón. Así, Gregorio XIII restauró la antigua fe, al menos parcialmente, en Inglaterra y en los países del norte de Europa, proporcionó a los católicos de esos países los sacerdotes necesarios, e introdujo el cristianismo en los países de Asia oriental.
En 1575 aprobó la Congregación del Oratorio, fundada algunos años antes por san Felipe Neri.
En 1577, el pontífice fundó el Colegio de Neófitos, un instituto para los conversos del judaísmo y el Islam.
Designó un día de cada semana para una audiencia pública durante la cual todos tuvieran acceso a él. 
Para que solo las personas más dignas fueran investidas con dignidades eclesiásticas, mantuvo una lista de hombres recomendables dentro y fuera de Roma, en la que anotaba sus virtudes y defectos que llegaba a conocer. Ejerció el mismo cuidado en el nombramiento de cardenales.
También creó una comisión para actualizar y ampliar el Index Librorum Prohibitorum

### El calendario gregoriano

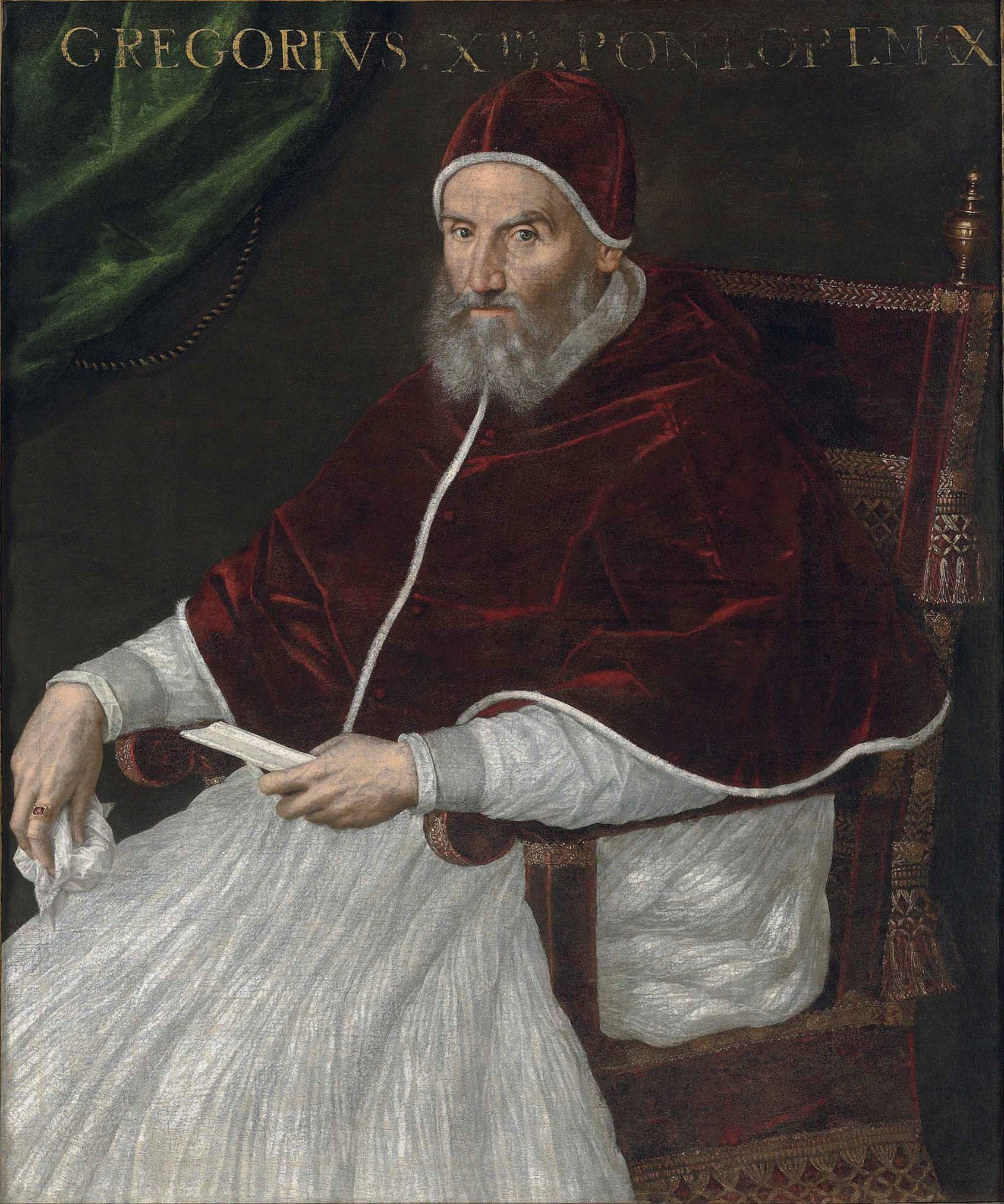
Retrato de Gregorio XIII por Lavinia Fontana (c. finales del, colección privada)

La reforma del calendario juliano, utilizado desde que Julio César lo instauró en el año 46 a. C., para dar paso al vigente calendario gregoriano, al que va ligado su nombre, ha hecho de él un personaje de popular notoriedad.
Instaurado el 4 de octubre de 1582, el nuevo calendario vino a solucionar el problema que planteaba el hecho de que el año juliano tenía 11 minutos y 14 segundos más que el año solar, lo que había provocado que la diferencia acumulada hiciera que el equinoccio de primavera se adelantara en diez días.
Gregorio XIII, asesorado por el astrónomo jesuita Christopher Clavius promulgó, el 24 de febrero de 1582, la bula Inter Gravissimas en la que establecía que tras el jueves 4 de octubre de 1582 seguiría el viernes 15 de octubre de 1582.
Con la eliminación de estos diez días desaparecía el desfase con el año solar, y para que no volviera a producirse, se eliminaron en el nuevo calendario tres años bisiestos cada cuatro siglos.
Así, el calendario gregoriano es su legado más valioso y reconocido para la Humanidad.

### Política exterior
Dos tradicionales problemas seguían vigentes y ambos tenían que ver con la expansión de sendos poderes ajenos al de la iglesia que él encabezaba: el creciente poderío turco y el no menos activo protestante.
Tras la batalla de Lepanto, la Liga Santa solo se mantuvo durante dos años, descomponiéndose en 1573 lo que supuso que Venecia reanudara sus relaciones comerciales con el Imperio otomano, y que España sellara en 1580 una tregua con el sultán para volcarse en los asuntos europeos.
El papa no logró comprometer ni a Francia ni a Alemania en su proyectada expedición contra los turcos, así que no pudo gozar de la satisfacción de su predecesor, Pío V, de ver resplandecer la cruz sobre la media luna.

#### La Noche de San Bartolomé
En Francia, los hugonotes, con Gaspar de Coligny al frente, estaban alcanzando cotas de poder preocupantes para la católica monarquía. La concentración en París de numerosas figuras de este partido político-religioso con motivo de la boda de Enrique de Navarra, el futuro Enrique IV, con Margarita de Valois dio ocasión a la reina madre Catalina de Médicis para ordenar, con la anuencia de Carlos IX, el asesinato de los líderes hugonotes.
La matanza iniciada en París y extendida inmediatamente al resto de las poblaciones galas atrapó desprevenidas e indefensas a sus víctimas, entre las que no escasearon mujeres y niños, de modo que durante la noche del 24 de agosto de 1572, la que ha pasado a la historia como Noche de San Bartolomé, la masacre pudo alcanzar hasta 10 000 sacrificados.
Parece probable que Gregorio XIII no tomase parte directa en este acontecimiento (con independencia de la constante financiación por parte de la Santa Sede de las guerras religiosas francesas). No obstante, hubo celebración en Roma  y se entonó en la basílica de San Pedro un solemne «Te Deum», una antífona de acción de gracias de la Iglesia a Dios, en  momentos de gran trascendencia. El pontífice hizo grabar una medalla conmemorativa que lleva en una cara su propia efigie y en la otra un ángel con la espada desenvainada matando hugonotes bajo el lema «Ugonotiorum strages» (Destrucción de los Hugonotes).  Con el mismo título representó Vasari el fausto suceso en uno de sus frescos por encargo del papa. Por otra parte, también se señala que tanto él como su nuncio en París, ignoraban acerca de la prevista masacre, ya enterado, probablemente no tenía conocimiento de los horrores parisinos que, como a otros gobernantes europeos, se les habían informado que los hugonotes conspiraron para matar al rey y a su familia, castigándose por su traición, y evitando  así una rebelión político-religiosa, (incluso su contemporáneo el escritor Beautome en su "Vie de M. l'Amiral de Chastillon", y el historiador no católico Gregorio Leti en su "Vita di Sisto V", declaran  que dicho papa cuando fue informado de todo, desaprobó y detestó ese acto).

#### Inglaterra
Inglaterra fue otro de sus focos de atención, y destronar por cualquier medio a la hereje y bastarda Isabel I una de sus mayores obsesiones. Contra ella utilizó el oro de las arcas de la iglesia, las armas de quien estuvo dispuesto a ofrecerlas y hasta sicarios asalariados por Roma. [cita requerida]Todas las tentativas se frustraron.
Juan de Austria fue uno de los comisionados por el papa para llevar a cabo en 1578 una acción militar contra la reina británica; Niccolo Ormanetto, nuncio de su santidad en España, tenía la misión de convencer a Felipe II de que organizase desde Flandes la invasión de Inglaterra o, en su caso, prestase los medios para hacer llegar a Irlanda dos mil soldados. Nada de esto se pudo hacer; al final don Juan recibió de Gregorio XIII cincuenta mil escudos de oro y el mandato de intentar liberar a María Estuardo, pero las acuciantes necesidades pecuniarias en las empresas de Flandes le determinaron a desviar aquellos fondos a estas operaciones y la expedición inglesa no se llevó a cabo.
William Allen y otros exiliados ingleses residentes en Roma concibieron invadir Inglaterra con una fuerza militar que mandaría Thomas Stukley, otro compatriota que había luchado en Lepanto, y así se lo propusieron al papa. Este, que estaba siempre en disposición de aceptar cualquier plan cuya finalidad fuese el derrocamiento de la reina Isabel y la vuelta de sus súbditos al redil eclesiástico, lo acogió con entusiasmo.
Gregorio XIII quiso involucrar en la empresa a Felipe II por medio de su embajador ante la Santa Sede, Juan de Zúñiga. El rey se mostró asimismo favorable al proyecto. Stukley embarcó en Porto Ercole hacia Irlanda con 800 infantes haciendo escala en Lisboa, donde deberían unírseles otros contingentes; como los refuerzos se hicieron esperar, debió parecerle al aventurero inglés que le sería de más provecho sumarse al rey portugués Sebastián I en sus correrías africanas aunque fuese con abandono de la misión papal, y la proyectada maniobra tampoco tuvo lugar esta vez.
Al año siguiente, en 1579, organizó el pontífice una nueva expedición a Irlanda, en esta ocasión encomendada a James Fitzmaurice Fitzgerald, que supuso un fracaso más.
En 1583 se urdía en París una maniobra para penetrar en Inglaterra por Escocia; la tramaban el duque de Guisa, el embajador español en Francia y el nuncio apostólico, en unión de exiliados ingleses. El papa Gregorio había prometido una sustancial ayuda financiera de 400 000 ducados de oro, pero no consiguió de momento el respaldo de Felipe II y no se pudo hacer efectivo el plan.
Solo quedaba por intentar el asesinato de la reina, interés papal que compartían los hermanos Enrique y Carlos, duques de Guisa y Mayenne respectivamente; el complot no tuvo éxito e Isabel I, la reencarnación de la Jezabel bíblica, permaneció en su trono a pesar de todos los intentos de Gregorio XIII por destruirla.

#### Suecia
Gregorio XIII no escatimó esfuerzos para restaurar la fe católica en los países que se habían hecho protestantes. En 1574 envió al jesuita polaco Warsiewicz a Juan III de Suecia para intentar convertirle al catolicismo. Ya que este no lo logró, en 1576 envió a otro jesuita, el noruego Lorenzo Nielssen, que logró convertir al rey el 6 de mayo de 1578. Juan III educó a su hijo Segismundo III Vasa en la religión católica.

#### Japón

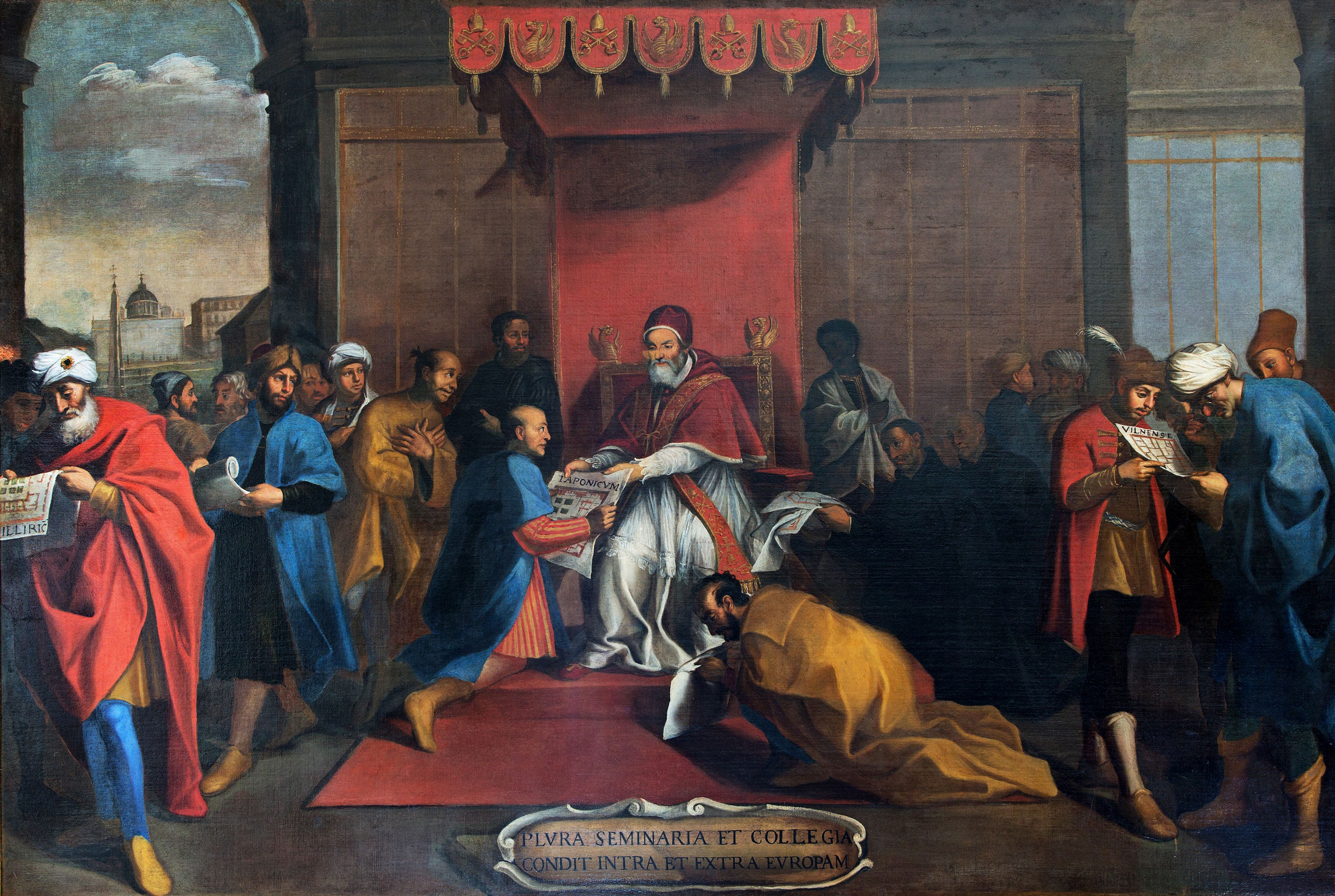
Embajada japonesa de Mancio Ito, con Gregorio XIII en 1585

El 22 de marzo de 1585 llegaron cuatro embajadores japoneses que habían sido enviados por los daimyo conversos de Bungo, Arima y Omura, para agradecer al papa por los misioneros jesuitas que enviaba.

### Obras en Roma
En Roma construyó la capilla gregoriana en la Basílica de San Pedro y el Palacio del Quirinal.

### Muerte
Este fervor por llevar a cabo la empresa de Inglaterra sin reparar en gastos dejó extenuados los cofres del erario de la Santa Sede. Había que allegar fondos para la causa buscando nuevas vías de financiación. El papa, en su afán recaudatorio, fijó la atención en los feudos y baronías que la iglesia tenía cedidos a los nobles romañolos y en el escaso provecho que, a su parecer, extraía de aquellos territorios.
Se propuso confiscar aquellos bienes cuyos cesionarios no estuvieran al corriente de los pagos y los que se encontraban en posesión de herederos no legítimos. La aristocracia reaccionó ante lo que interpretó como una declaración de guerra y hubo pillajes, alborotos y verdaderas matanzas. Se creó un clima de desorden en el que proliferaron toda clase de proscritos y forajidos que sembraron la Romaña de cotidianos actos de bandidaje.
Gregorio XIII no tuvo capacidad para atajar aquella epidemia ni tiempo para intentarlo, pues moría el 10 de abril de 1585 dejando los estados pontificios en plena turbulencia.

### Canonizaciones
Durante su pontificado, Gregorio XIII canonizó a Norberto de Magdeburgo (1582).

### En la literatura
Las profecías de san Malaquías se refieren a este papa como Medium corpus pilarum (El cuerpo en medio de las columnas), cita que hace referencia a que en su escudo de armas figura medio cuerpo de dragón y a que el escudo del papa que le nombró cardenal, Pío IV, figuraban dos columnas.